# La Bernerie-en-Retz
La Bernerie-en-Retz é uma comuna francesa na região administrativa da Pays de la Loire, no departamento de Loire-Atlantique. Estende-se por uma área de 6,08 km². Em 2010 a comuna tinha 3 060 habitantes (densidade: 503,3 hab./km²).